# Olibrije
Anicije Olibrije (Anicius Olybrius) bio je car uzurpator koji je vladao Zapadnim Rimskim Carstvom u razdoblju od travnja do studenog 472. godine. Pripadao je u red najviše rimske aristokracije te je sredinom 5. stoljeća bio jedan od vodećih senatora Rima.
Kada su Vandali, predvođeni Gajzerikom 455. godine opljačkali Rim, Olibrije je pobjegao u Carigrad.
Kako je već ranije bio dogovoren brak s Placidijom, mlađom kćeri cara Valentinijana III., on je po dinastičkim pravilima bio nasljednik ubijenog cara. Nakon pljačke Rima, i Placidija i njezina sestra te im majka Licinija Eudoksija odvedene su kao dragocjene taokinje u Kartagu. U Kartagi se Eudoksija udala za Huneriha, sina od Gejzerika. Pet godina kasnije Eudoksija i Placidija dolaze u Carigrad, gdje su se Olibrije i Placidija vjenčali. U Bizantu je Olibrije 464. godine bio jednim od konzula. Olibrije je bio u dobrim odnosima s Gajzerikom, tako da je kralj Vandala i Alana više puta pokušavao postaviti Olibrija na prijestolje Zapadnog Rimskog Carstva. Kada je tadašnji car Antemije došao u sukob s Ricimerom, najutjecajnijim vojskovođom u Italiji, Olibrije je uhvatio priliku te svrgnuo Antemija. Olibrije se proglašava carem, a Antemije je ubijen, ali se to pokazalo zadnjim Ricimerovim djelom jer je moćni vojskovođa umro 18. kolovoza, a nedugo i nakon njega umro je i Olibrije, točnije 2. studenoga iste godine.
| Prethodnik:            | Rimski carevi | Nasljednik:             |
| Antemije (467. – 472.) | Rimski carevi | Glicerije (473. – 474.) |